# Лора Трентъм
Лора Трентъм (на английски: Laura Trentham) е американска писателка на произведения в жанра съвременен и исторически любовен роман.

## Биография и творчество
Лора Трентъм е родена на 8 април 1973 г. в Мартин, Северозападен Тенеси, САЩ. Като тийнейджър обича да чете много. Получава магистърска степен по инженерна химия и след дипломирането си работи като инженер в продължение на няколко години.
Започва да пише на 38 години през януари 2012 г. след като децата ѝ тръгват на училище след коледната ваканция. През годината пише неуморно общо четири романа (като първите два впоследствие стават началните на поредицата „Шпиони и любовници“). Участва в конкурс за нови писатели през лятото и печели, а един от участниците в журито става неин литературен агент.
Първият ѝ роман „Бавен и устойчив прилив“ (Slow and Steady Rush) от поредицата „Футболен сокол“ е издаден през 2015 г. Библиотекарката от Атланта, Дарси Уайлд, се завръща в родния, обсебен от футбола, Фалкън, където среща чаровния футболен треньор Роби Далтън, но въпреки прехвърчащите между тях искри, нито един от двамата не е готов да завърже отношения.
През 2016 г. е издаден романът ѝ „Целуни ме така“ от поредицата „Котънблум“. Измисленият град Котънблум е разделен на две: богати и бедни. Съдбата среща за кратко бедния Кейд Форнет, който се грижи за брат си и сестра си, и има неприятности с полицията, и израсналата в охолство Монро Кърби, която обаче е принудена да избяга от дома си. Години по-късно съдбата ги среща отново. 
Авторката пише едновременно исторически и съвременни любовни романи, които са малко мрачни, малко смешни и много секси.
Лора Трентъм живее със семейството си в Симпсънвил, Южна Каролина.

## Произведения

### Поредица „Футболен сокол“ (Falcon Football)
1. Slow and Steady Rush (2015)[1][2][4]
2. Caught Up in the Touch (2015)
3. Melting Into You (2015)

### Поредица „Шпиони и любовници“ (Spies and Lovers)
1. An Indecent Invitation (2015)[1][2][3]
2. A Brazen Bargain (2016)
3. A Reckless Redemption (2017)
4. A Sinful Surrender (2020)
5. A Daring Deception (2021)
6. A Scandalous Secret (2021)
7. A Wicked Wedding (2020)

### Поредица „Котънблум“ (Cottonbloom)
1. Kiss Me That Way (2016)[1][2][3]
Целуни ме така, изд.: ИК „Хермес“, Пловдив (2017), прев. Пепа Стоилова
2. Then He Kissed Me (2016)
Тогава той ме целуна, изд.: ИК „Хермес“, Пловдив (2017), прев. Пепа Стоилова
3. Till I Kissed You (2016)
Докато не те целунах, изд.: ИК „Хермес“, Пловдив (2019), прев. Пепа Стоилова
4. Christmas in the Cop Car (2020)
5. Light Up the Night (2017)
6. Leave the Night on (2017)
7. Nobody's Hero (2022)
8. When the Stars Come Out (2018)
9. Set the Night on Fire (2018)

### Поредица „Сърце на герой“ (Heart of a Hero)
1. The Military Wife (2019)[1][2][3]
2. An Everyday Hero (2020)

### Поредица „Планинец, Джорджия“ (Highland, Georgia)
1. A Highlander Walks into a Bar (2019)[1][2][3]
2. A Highlander in a Pickup (2020)
3. A Highlander is Coming to Town (2020)